# Mesobiotus siamensis
Espèce
Synonymes
- Macrobiotus siamensis Tumanov, 2006

Mesobiotus siamensis est une espèce de tardigrades de la famille des Macrobiotidae.

## Distribution
Cette espèce est endémique de Thaïlande.

## Étymologie
Son nom d'espèce, composé de siam et du suffixe latin -ensis, « qui vit dans, qui habite », lui a été donné en référence au lieu de sa découverte.

## Publication originale
- Tumanov, 2006 : Macrobiotus siamensis sp. n. (Eutardigrada, Macrobiotidae) from Thailand (Asia). Zootaxa, no 1202, p. 53–59.